# Panamá en los Juegos Olímpicos de Ámsterdam 1928
Panamá estuvo representado en los Juegos Olímpicos de Ámsterdam 1928 por un deportista masculino que compitió en natación.
El portador de la bandera en la ceremonia de apertura fue el nadador Adán Gordón. El equipo olímpico panameño no obtuvo ninguna medalla en estos Juegos.